# Nyctonympha cribrata
Nyctonympha cribrata là một loài bọ cánh cứng trong họ Cerambycidae.